# Syllis ramosa
Syllis ramosa là một loài giun polychaeta trong họ Syllidae. Loài này được tìm thấy ở vùng biển sâu, nơi nó sống trong các mô của một miếng bọt biển. Nó là sâu polychaete phân nhánh đầu tiên được phát hiện, với mỗi con sâu có một đầu và nhiều hậu môn.

## Lịch sử
Trong giai đoạn 1872 đến 1876, tàu HMS Challenger của Hải quân Hoàng gia được sử dụng trong cuộc thám hiểm Challenger để khảo sát và khám phá các đại dương trên thế giới. Một trong những con vật chưa biết được nạo vét từ đại dương gần Philippines là một loài bọt biển được tìm thấy có chứa nhiều giun phân nhánh bên trong khoang của nó. Năm 1879, một trong những con giun này được chính thức mô tả bởi nhà sinh vật học hàng hải Scotland Scott William Carmichael McIntosh, người đặt tên loài là Syllis ramosa.. Việc phân chia sâu bệnh hại đa sầu trước đây chưa được biết đến.

## Phân bố
Loài này được phát hiện lần đầu tiên bằng cách sử dụng một miếng bọt biển ở độ sâu khoảng 250 m (820 ft) gần Philippines và ở độ sâu 170 m trong Biển Arafura. Đôi khi sâu phân nhánh đôi khi đã được tìm thấy ở các địa điểm khác nhau và đã được gán cho S. ramosa mặc dù sự khác biệt tinh tế trong hình thái học; Chúng rất khó kiểm tra vì sự khó khăn trong việc tách chúng ra khỏi mô bọt biển. Tuy nhiên, một loài sâu phân rong mới (Ramisyllis multicaudata) đã được mô tả trong năm 2012. 

## Sinh thái học
Đầu của hai cá thể "S. Ramosa được đưa lên bề mặt bởi Challenger được đặt trong các bọt biển bằng kính của lớp Hexactinellidae. Phần còn lại của cơ thể con giun là ở các đoạn của bọt biển. Các cơ quan phân nhánh liên tục để mỗi con sâu có một đầu và nhiều hậu môn.
S. ramosa là một loài giun "stolonate" và có vòng đời kì lạ. Phần cuối của một nhánh được gọi là "stolon", và phát triển thêm một cái đầu với đôi mắt to và không có miệng. Ruột trong phần này của loài này được hấp thu, các cơ được sắp xếp lại để tạo điều kiện cho bơi lội và stolon trở thành kho chứa cho trứng hoặc tinh trùng. Khi thời kỳ sinh sản đến, thân ston sẽ tách ra và bơi tới bề mặt biển. Ở đây, các giao tử được giải phóng và thân chết. Trong khi đó, con giun mẹ vẫn an toàn trong xốp nhà của nó và sản xuất nhiều stolon.